# Contea di Bobai
La contea di Bobai (博白县S, Bóbái XiànP) è una contea della Cina, situata nella regione autonoma di Guangxi e amministrata dalla prefettura di Yulin.